# Municipio de Esperanza (Puebla)
El municipio de Esperanza es uno de los 217 municipios que conforman al estado mexicano de Puebla, el municipio fue creado en 1930. Su cabecera es la ciudad de Esperanza. Llamado Mixtlan ya que aunque Esperanza es un municipio relativamente nuevo, en esta región habitan pueblos de habla náhuatl.

## Geografía

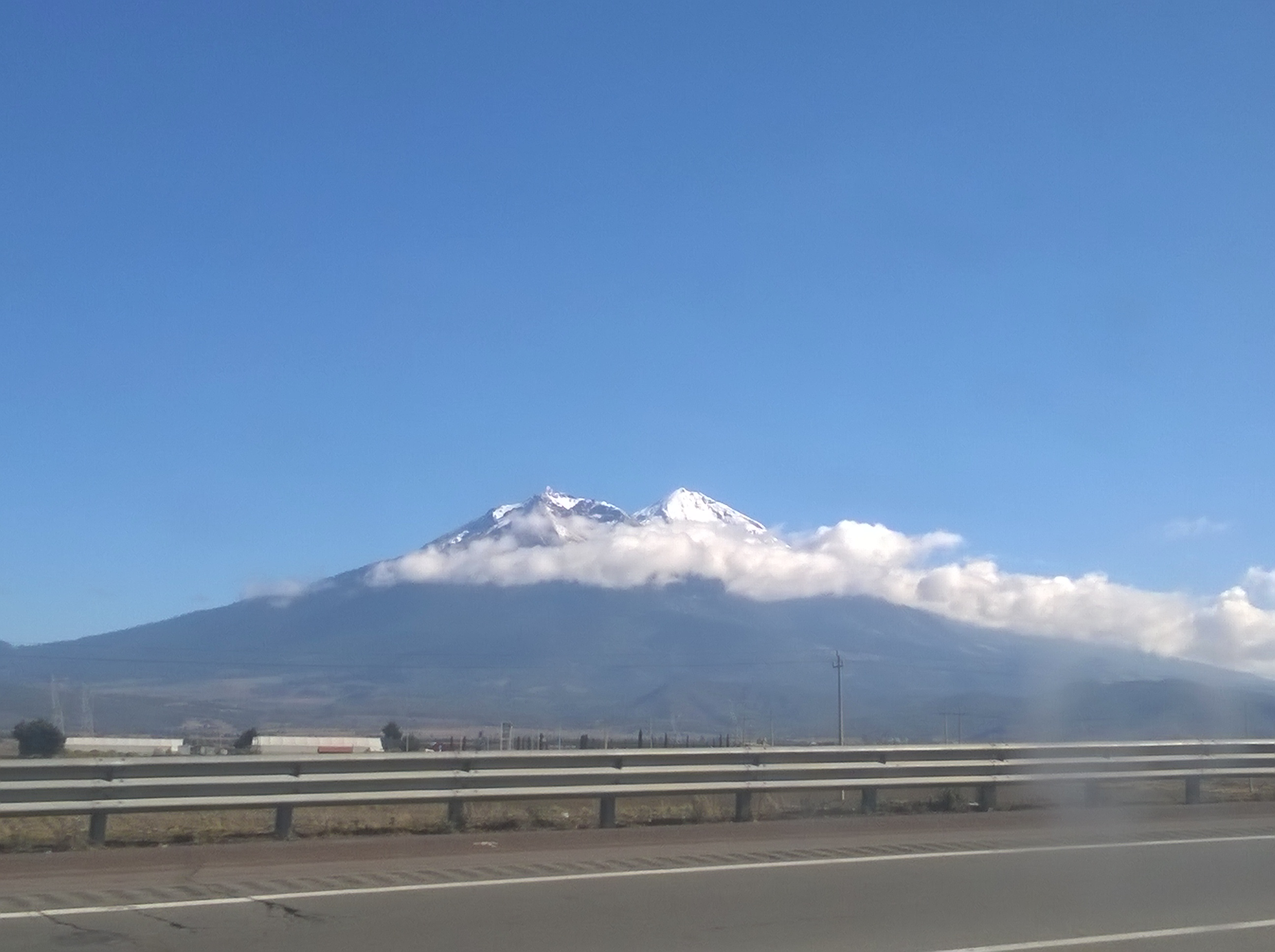
El Citlaltépetl o pico de Orizaba desde el valle de Esperanza.

El municipio tiene una superficie de 79.514 kilómetros cuadrados que equivalen al 0.23% del territorio de Puebla, se encuentra al oriente del estado y forma parte de la Región de Ciudad Serdán. Sus coordenadas extremas son 18°48′ - 18°54′ de latitud norte y 97°18′ - 97°27′ de longitud oeste, la altitud del territorio municipal va de los 2800 a los 2400 metros sobre el nivel del mar.
Colinda al norte con el municipio de Chalchicomula de Sesma, al sur con el municipio de Cañada Morelos, al oeste con el municipio de Palmar de Bravo y al este con el estado de Veracruz, en particular con el municipio de Aquila y el municipio de Maltrata.

## Demografía
De acuerdo a los resultados del Censo de Población y Vivienda de 2015 realizado por el Instituto Nacional de Estadística y Geografía, la población total de Esperanza asciende a 14 974 personas; de las cuales 7 214 son hombres y 7 760 son mujeres, de la población total cerca de 7833 se encuentran en población urbana mientras que cerca de 5952 pertenecen a población rural.
La densidad de población es de 188. 91 habitantes por kilómetro cuadrado.

### Localidades
El municipio incluye en su territorio un total de 21 localidades. Las principales, considerando su población del censo de 2010 son:
| Localidad                | Población |
| Total Municipio          | 13 785    |
| Esperanza                | 7 833     |
| San José Cuyachapa       | 1 129     |
| Otilio Montaño           | 918       |
| Santa Catarina los Reyes | 670       |
| San José Esperanza       | 604       |
| San Antonio de Abajo     | 596       |
| Boca del Monte           | 414       |

## Política

### Representación legislativa
Para la elección de diputados locales al Congreso de Puebla y de diputados federales a la Cámara de Diputados federal, el municipio de Esperanza se encuentra integrado en los siguientes distritos electorales:
Local:
- Distrito electoral local de 14 de Puebla con cabecera en Ciudad Serdán.[4]

Federal:
- Distrito electoral federal 8 de Puebla con cabecera en Ciudad Serdán.[5]